# Hellnight
Hellnight, v Japonsku známá jako Dark Messiah (japonsky ダークメサイア, Dákumesaia), je survival hororová videohra z pohledu první osoby, kterou vyvinulo studio Dennó Eizó Seisakušo a vydala společnost Atlus ve spoluprací s Konami. Byla vydána v roce 1998 pro herní konzoli PlayStation. Jedná se o dobrodružnou hru s 3D grafikou. V příběhu hry musí mladá školačka uniknout příšerám a najít cestu na povrch. Hlavními postavami jsou Naomi Sugiura, Kjódži Kamija, Leroy Ivanoff a Renée Lorraine.